# 狄安娜·巴爾托萊塔
緹亞娜·巴爾托雷塔（英語：Tianna Bartoletta，1985年8月30日—），結婚前名為緹亞娜·麥迪遜（英語：Tianna Madison），美國女子田徑运动员，擅长跳远、短跑。2005年和2015年世界田径锦标赛跳远冠军。夺得2012年夏季奧林匹克運動會田徑女子4×100公尺接力賽金牌，以及2016年里约奥运会女子跳远（7.17米）和4×100公尺接力賽两枚金牌。

## 外部連結
- 狄安娜·巴爾托萊塔在的頁面
- Lady Vols Bio （页面存档备份，存于）